# Roger de Diesbach
Roger Meinrad Marie Guillaume de Diesbach (* 27. April 1944 in Bern; † 21. September 2009 in Freiburg) war ein Schweizer Journalist. Er war von 1996 bis 2004 Chefredaktor der Zeitung La Liberté.

## Leben
Roger de Diesbach aus der Freiburger Linie der Familie von Diesbach war der Sohn des Korpskommandanten der Schweizer Armee Roch de Diesbach und der Alix de Kalbermatten. Die einflussreiche Patrizierfamilie de Diesbach, mit Bürgerorten Freiburg und Pierrafortscha, brachte mehrere bekannte hohe Militärs hervor. Roger de Diesbach war Hauptmann der Schweizer Armee. Er war verheiratet mit Nicoletta de Diesbach geb. Sztachelski, mit der er drei Söhne hatte, Gilles, Romain und Simon. Roger de Diesbach erlag 65-jährig einem langjährigen Krebsleiden.

## Berufliche Karriere
Von 1970 bis 1976 arbeitete de Diesbach bei der Schweizerischen Depeschenagentur, wo er den Recherche- und Reportagedienst aufbaute. Nach der «Helikopteraffäre», als er gegen die Weisung seines Vorgesetzten eine Reportage über die Lieferung von Polizeihelikoptern an General Pinochets Chile publizierte und die Weisung öffentlich machte, wurde er entlassen. Er arbeitete anschliessend als Bundeshauskorrespondent für die Tribune de Lausanne, verliess die Zeitung jedoch nach zehn Jahren, nachdem sie sich nach der Umbenennung in Le Matin zur Boulevardzeitung gewandelt hatte.
1986 gründete de Diesbach das «Bureau de reportage et de recherche d’information» (BRRI) in Rossens (Kanton Freiburg) und arbeitete namentlich mit La Suisse und der Sendung Temps présent von Télévision Suisse Romande zusammen. Das Büro publizierte rund 1500 Artikel, darunter mehrere über die Firma Pilatus und die problematische Lieferung ihrer Flugzeuge in Krisengebiete. 1994 musste er das Büro aus finanziellen Gründen schliessen.
Er wurde danach stellvertretender Chefredaktor des Journal de Genève und von 1996 bis 2004 Chefredaktor der La Liberté, wo er eine Zusammenarbeit mit der französischen Zeitung Libération in die Wege leitete. Nach seinem Ausscheiden aus gesundheitlichen Gründen arbeitete er in Teilzeitarbeit als Journalist weiter.
Roger de Diesbach gilt als einer der ersten Schweizer investigativen Journalisten.
Seit 2015 steht das Archiv von de Diesbach im Staatsarchiv Freiburg zur Benutzung offen.

## Auszeichnungen
1987: Prix Jean Dumur

## Werke
- Presse futile, presse inutile. Plaidoyer pour le journalisme. Editions Slatkine, Genf 2007, ISBN 978-2-83210301-2.[12]